# Алдостерон
Алдостеронът е стероиден хормон. Той е основният минералкортикоид в организма. Главното му действие е да увеличава обратната резорбция на натрий в бъбреците и екскрецията на калий. Под негово влияние организмът се обогатява на натрий и губи калий. Той има хипергликемичен ефект, тоест повишава концентрацията на глюкоза в кръвта.
Алдостеронът, както всички стероидни хормони, се синтезира от холестерол. Синтезът му се извършва в гломерулната зона на надбъбречната кора чрез действието на холестерол десмолаза (CYP11A1), 21-хидроксилаза (CYP21A2), алдостерон синтетаза (CYP11B2) и 3 бета-хидроксистероид дехидрогеназа (3β-HSD).
Повечето стереидогенни реакции се катализират от ензими от семейството на цитохром Р450. Те се намират в митохондриите и изискват адренотоксин като кофактор (с изключение на 21-хидроксилаза и 17α-хидроксилаза).
Алдостеронът и кортикостеронът споделят първата част от своя биосинтетичен механизъм. Последната част се медиира от алдостерон синтетаза (за алдостерон) или от 11β-хидроксилаза (за кортикостерон). Тези ензими са много сходни (защото споделят 11β-хидроксилиране и 18-хидроксилиране). Но алдостерон синтазата е способна на 18-окисление. Освен това алдостерон синтазата се намира на външната граница на надбъбречната кора; 11β-хидроксилаза се намира в зона фасцикуларна и зона ретикуларис.
1. ↑  ALDOSTERONE //  PubChem.   Посетен на 19 октомври 2016 г. (на английски)